# Loikaemie

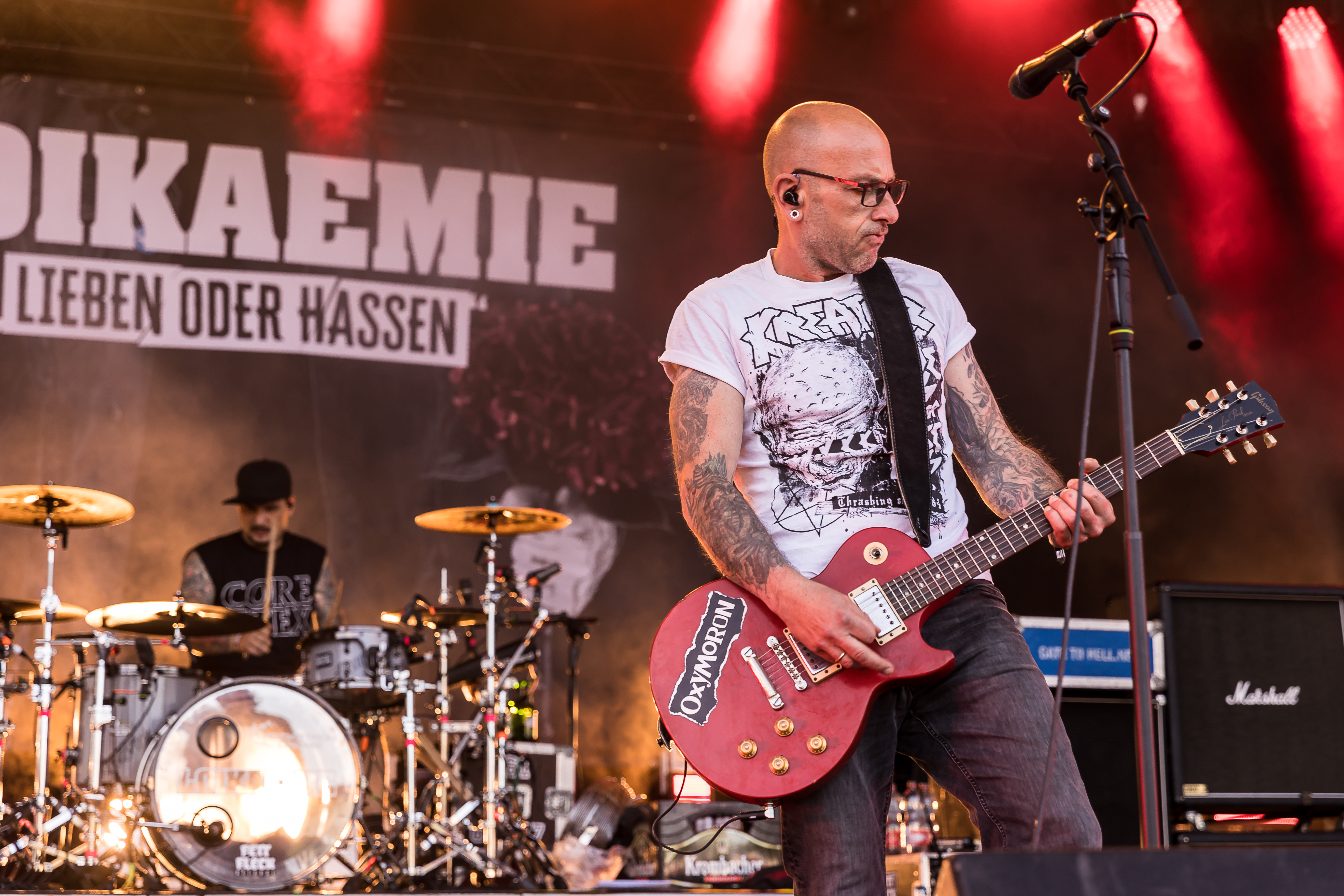
Thomas Wettermann 2024

Loikaemie ist eine deutsche Oi!-Band, die auch dem Streetpunk zugerechnet wird. Sie wurde im Oktober 1994 in Plauen gegründet. Nach der Auflösung im Jahr 2014 spielt die Band seit 2022 wieder.

## Geschichte
Ursprung der Band waren die beiden Freunde Ronny Ewe und Micha Perthel, die in ihrem Bekanntenkreis Musiker für eine Band suchten. Nach mehrmals wechselnden Besetzungen nahm die Band im Winter 1994/1995 feste Form an. Im Jahr 1995 entstand das erste Demotape der Band, etwa ein Jahr später erschien ihr erstes Album Ihr für uns und wir für euch, das wegen der Lieder Leichenschänder und Perverse Sau indiziert und erst 2000 ohne diese Titel und mit neuem Cover neu aufgelegt wurde.
Nach Unstimmigkeiten unter den Musikern stieg der Bandgründer Ronny Ewe im Herbst 1997 aus. Im Jahr 1999 trugen Loikaemie auch zum Soundtrack des preisgekrönten Films Oi! Warning der beiden deutschen Filmemacher Ben und Dominik Reding bei. 2006 trennte sich Micha Perthel von der Band und Paul übernahm seinen Platz am Schlagzeug und Gitarrist Eddie Mähne wechselte an den Bass. Nach einer mehrjährigen Pause spielt die Band seit 2011 mit neuer Besetzung (Bruno Rockstroh übernahm das Schlagzeug, Paul wechselte zurück an den Bass und Eddie Mähne wieder an die Gitarre). Im Dezember 2014 spielten sie ihre letzten zwei Konzerte im ausverkauften Conne Island in Leipzig.
Nach der COVID-19-Pandemie ist die Band seit 2022 wieder komplett aktiv und spielt regelmäßig Konzerte.

## Inhalte
Größtenteils behandeln die Texte „das Oi!-Skin sein“ und seine Probleme und Vorzüge sowie Gründe für diese Lebensweise. Des Weiteren versucht die Band „Skinheadwerte“ (beispielsweise Ein Skinhead ohne Stiefel) zu vermitteln, sich politisch abzugrenzen (Ihr für uns und wir für euch, Wir sind die Skins oder Good Night White Pride) sowie die Gesellschaft und einige Gesellschaftsschichten und Berufsstände zu kritisieren bzw. diffamieren (Haut dem Volk aufs Maul). Die Texte der Band handeln vom Hass auf die angebliche Dummheit der Leute, der Presse (wie Ihr tut mir leid, Haut dem Volk aufs Maul) und der „kranken“ Gesellschaft (z. B. Ich komme auf die Welt). Im Lied Das ist kein Leben zitiert die Band den misanthropen Protagonisten des Films Menschenfeind.
Loikaemie distanzieren sich von neonazistischen Skinheads und waren auch nie in der Neonazi-Szene vertreten oder galten dort als „hoffähig“. Frühere Szenegerüchte um die Band entgegnete Sänger Thomas Wettermann in einem Exklusiv-Interview mit dem Pressure Magazine im Jahr 2003.

## Diskografie

### Alben
- Ihr für uns und wir für euch (1996 – seit 1999 indiziert)
- Wir sind die Skins (2000)
- III (2002)
- 10 Jahre Power from the Eastside (2005)
- Loikaemie (2007)
- 20 Jahre Das Fest der Abschied (2016)
- Menschen (2023)

### EPs
- Demotape (Erschien 1995 als Eigenproduktion)
- Oi! That’s yer lot (1997)
- Loikaemie / Smegma split: "Oi! The split!" (1998)
- Loikaemie / Menace split (1998)
- Lumpenmann (2022)

### DVD
- 10 Jahre Power from the Eastside (2005)

- 20 Jahre Das Fest der Abschied (2016)